# Bluszcze

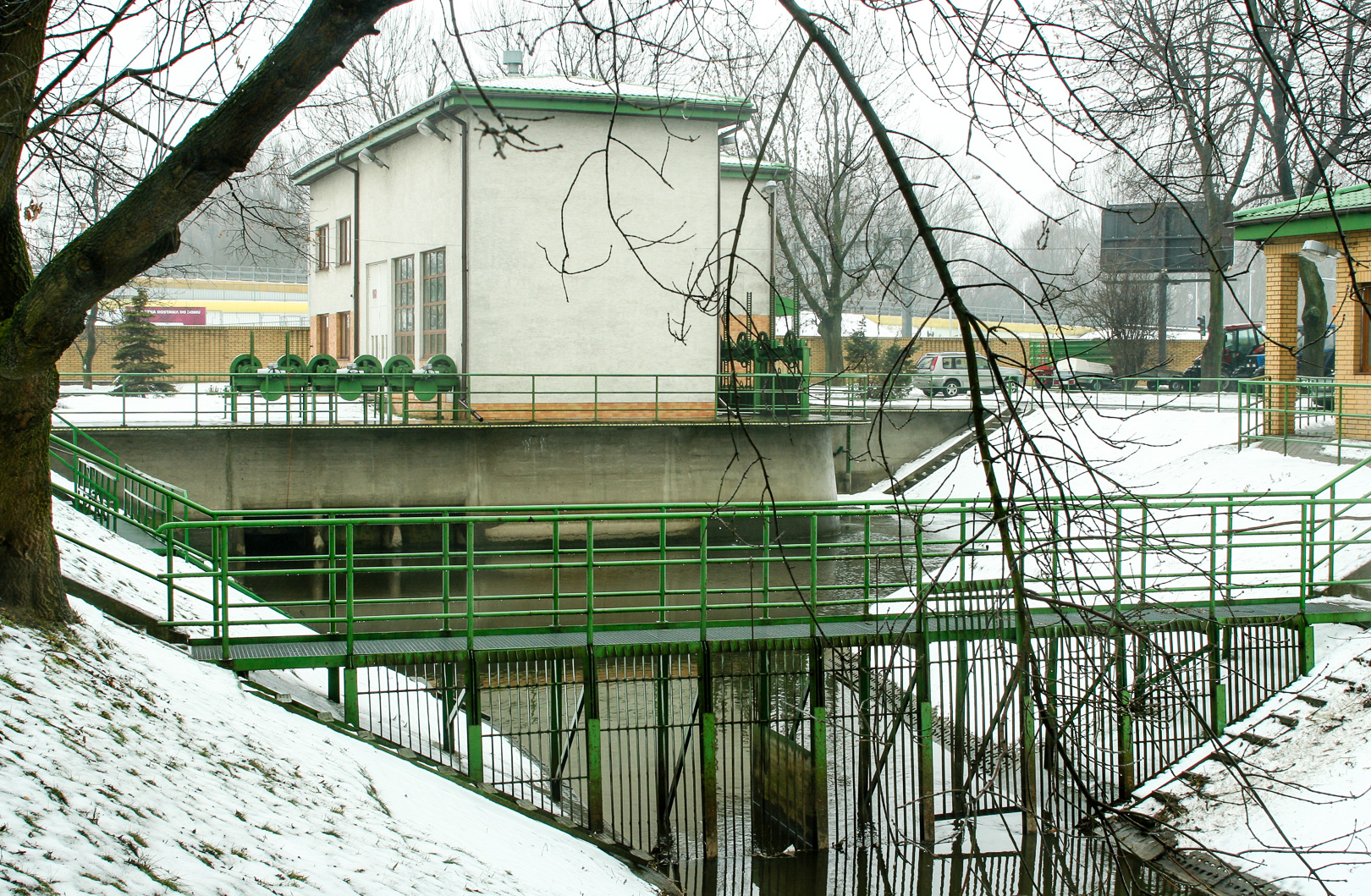
Kanał Nowa Ulga i pompownia (przepompownia) „Bluszcze”.

Bluszcze – kolonia rolnicza założona w 1838 r. znajdująca się w warszawskiej dzielnicy Praga-Południe. Kolonia powstała na północnych terenach dawnej wsi Las w gminie Zagóźdź. Obszar wydzielono dla Wincentego Chmielewskiego.
W 1870 r. zamieszkiwało ją 12 osób, liczyła ok. 9,6 ha. W 1905 r. istniały tam 3 gospodarstwa i zamieszkiwało ją 17 osób, w 1921 – 32 mieszkańców (5 gospodarstw).
W 1884 r. Bluszcze wraz z kilkoma innymi miejscowościami (Las, Saska Kępa, Gocław, Zbytki) zostały zalane. 
11 marca 1905 r. podczas zebrania gminnego w Wawrze podjęto decyzję w sprawie budowy wału. Koszt jaki mieli ponieść mieszkańcy to: 1 rubel od posiadanej morgi płacony przez 30 lat począwszy od 1 stycznia 1907 r. Roboty miały odbywać się w trzech etapach. Najpierw zabezpieczono obszar od Miedzeszyna do wsi Las i Bluszcze. Prace wykonano niestarannie co spowodowało podniesienie poziomu wód gruntowych. Doprowadziło to do zabagnienia terenów Lasa i Bluszczy.
Na początku dwudziestolecia międzywojennego z powodu likwidowania niekorzystnego rozbicia gospodarstw rolnych gmina Wawer weszła w skład wsi Las. 
W 1938 r. na części terenów Bluszczy powstało lotnisko sportowe na Gocławiu. 11 września 1944 r. radzieckie dywizje piechoty 175 i 143 doprowadziły do wycofania się wojsk niemieckich ze wsi Las i Bluszcze. W 1951 r. kolonia stała się częścią Warszawy.

## Notatki
Współrzędne punktu na mapie odpowiadają położeniu napisu „Bluszcze” na mapie topograficznej z 1931 roku oraz napisu „Ус. БлющЪ (Bljuschtsch)” na mapie z 1914 roku.